# Batesiansk efterligning
Batesiansk efterligning er en defensiv form for mimicry, som indebærer, at en ugiftig og relativt forsvarsløs art imiterer enten en giftig, uspiselig art eller en art, som er fuldt ud i stand til at forsvare sig selv. Det er den mest almindelige form for mimicry og så almindelig, at der ofte sættes lighedstegn mellem Batesiansk efterligning og mimicry helt generelt. Batesiansk efterligning ses også som en modsætning til Müllersk efterligning, hvor to farlige arter finder fælles beskyttelse. Der findes dog ingen specifik grænse mellem disse to varianter af mimicry.
Batesiansk efterligning blev opdaget i Sydamerikas regnskove hos sommerfugle, som er byttedyr for fugle. Varianten er opkaldt efter sin opdager, den britiske opdagelsesrejsende og zoolog Henry Walter Bates.
Ofte imiterer den ufarlige art den farlige med advarselsfarver – f.eks. stærkt gul, rød eller sort. Efterligningen forudsætter, at den uspiselige eller farlig art er tilstrækkeligt almindelig i forhold til imitatoren. Arten, som udøver Batesiansk efterligning, kan populært siges at være ”et får i ulvaklæder”. Svirrefluer med deres bi- eller hvepselignende udseende er et tydeligt eksempel på Batesiansk efterligning.

## Historisk baggrund
Henry Walter Bates (1825-1892) var en engelsk opdagelsesrejsende og zoolog, som udforskede regnskoven i Amazonas sammen med den britiske biolog og naturhistoriker Alfred Russel Wallace i 1848. Wallace vendte hjem i 1852, men Bates blev tilbage i over et årti. Under sine feltstudier indsamlede han over hundrede slags sommerfugle fra slægterne Ithomiini og Heliconiinae, samt et tusindtal andre insektarter. Da han sorterede sommerfuglene i grupper baseret på udseende, opstod der usammenhængende modsigelser. Visse arter havde så ens udseende, at Bates ikke kunde adskille arterne udelukkende ved at kigge på vingernes udseende. Ved en nærmere undersøgelse viste det sig, at arterne langt fra var i slægt med hinanden. Kort efter at han vendte hjem til England fortalte han om sin teori på et møde hos Linnéselskabet i London den 21. november 1861. I 1862 blev han teori offentliggjort i selskabets tidsskrift Transactions. Han uddybede sine oplevelser yderligere i publikationen The naturalist on the river Amazonas i 1863.